# Arisa Matsubara
Arisa Matsubara (松原 有沙 Matsubara Arisa?, nacido el 1 de mayo de 1995 en Hokkaido) es una futbolista japonesa que juega como centrocampista.
En 2019, Matsubara jugó para la selección femenina de fútbol de Japón.

## Trayectoria

### Clubes
| Club                              | País  | Año    |
| --------------------------------- | ----- | ------ |
| Nojima Stella Kanagawa Sagamihara | Japón | 2018 - |

### Selección nacional
| Selección | País  | Año    |
| --------- | ----- | ------ |
| Absoluta  | Japón | 2019 - |

## Estadística de carrera
| Selección de Japón | Selección de Japón | Selección de Japón |
| Año                | Part.              | Goles              |
| ------------------ | ------------------ | ------------------ |
| 2019               | 4                  | 1                  |
| Total              | 4                  | 1                  |